# Douglas Tanque
Douglas Tanque (født 27. oktober 1993) er en brasiliansk fodboldspiller.